# Cantó d'Auch nord-oest
Auch nord-oest és un cantó del departament francès del Gers amb les següents comunes:
- Auch
- Castin
- Duran (Gers)
- Mirapeish
- Montaut-les-Créneaux
- Prenhan
- Ròcalaura
- Senta Crestia

## Història
| Data d'elecció                           | Identitat         | Partit | Qualitat |
| ---------------------------------------- | ----------------- | ------ | -------- |
| 1979-1985                                | Pierre Lasserre   | PS     |          |
| 1985-1992                                | Claude Borduil    | UDF    |          |
| 1992-1998                                | Jacques Brussiaud | RPR    |          |
| 1998-                                    | Pierre Lasserre   | PS     |          |
| les dades anteriors no són pas conegudes |                   |        |          |
|                                          |                   |        |          |